# Laurent de Wilde
Laurent de Wilde (* 1960 in Washington, D.C.) ist ein französischer Jazz-Pianist.

## Leben
In den USA geboren, zog er mit der Familie 1964 wieder nach Frankreich. Er studierte 1981 an der École Normale Superieure in Paris Philosophie. 1983 ging er mit einem Musik-Stipendium ans Brooklyn College bei New York City und blieb auch nach Ablauf des Stipendiums in New York, wo er mit Greg Osby, Reggie Workman und Ralph Moore auftrat und Mitglied der Band des Trompeters Eddie Henderson wurde (Off the Boat 1987, Odd and Blue 1989 mit Jack DeJohnette, Colors of Manhatta 1990).
Anfang der 1990er Jahre zog de Wilde zurück nach Paris. 1992 veröffentlichte er das Trio Album Open Changes mit dem Schlagzeuger Billy Drummond und dem Bassisten Ira Coleman, das ihm 1993 den Prix Django Reinhardt einbrachte. Er spielte mit Dee Dee Bridgewater, Aldo Romano, André Ceccarelli, Barney Wilen, Harold Land und veröffentlichte 1995 sein erfolgreiches Album The Back Burner (Sony Jazz) mit Coleman, Drummond, Henderson und dem Altsaxophonisten Antonio Hart. 1996 folgte sein Album Spoon a Rhythm mit Coleman, dem Schlagzeuger Dion Parson und dem Perkussionisten Bobby Thomas, für das er 1998 einen Les Victoires du Jazz als „Neues Talent“ erhielt.
Mit dem 2000 bei Warner erschienen Time 4 Change wandte de Wilde sich elektronischer Musik zu und vertauschte das Klavier mit dem Fender-Rhodes und dem Computer. Auf dem Album spielen der Trompeter Flavio Boltro, der Saxophonist Gaël Horellou, der Bassist Jules Bikoko, der Perkussionist Minino Garay, die Sängerin Dana Bryant und der Schlagzeuger Stéphane Huchard mit. 2003 folgte das Album Stories, auf dem u. a. die aus Malawi stammende Jazz-Sängerin Malia singt. 2004 gründete er eine neue Gruppe „Organics“, u. a. mit Gaël Horellou. 2006 spielte er auch wieder mit einem akustischen Trio (mit dem Schlagzeuger Laurent Robin und dem Bassisten Darryl Hall), mit dem er 2006 das Album The Present aufnahm. Im Trio mit Ira Coleman und Clarence Penn veröffentlichte er 2018 sein Album Over the Clouds. Mit Ray Lema entstanden die Alben Riddles (2016) und Wheels (2021).
1996 schrieb de Wilde eine Biographie „Monk“ (Gallimard, 1997 englisch bei Marlowe Press) über Thelonious Monk, die mit dem Prix Charles Delaunay ausgezeichnet wurde. 2017 erhielt er für sein Album New Monk Trio den Prix du Disque Français. 2018 wurde er von Les Victoires du jazz zum Künstler des Jahres gewählt.